# 飯塚靖
飯塚 靖（いいつか やすし、1958年 - ）は、日本の経済学者。博士（史学）。元下関市立大学教授。専門は中国近代経済史。

## 来歴
茨城県鹿島郡大洋村（現在の鉾田市）生まれ。1980年、茨城大学人文学部文学科卒業。1982年、駒澤大学大学院経済学研究科修士課程修了。1985年、同大学院博士課程単位取得退学。博士号（史学、明治大学）取得。
1990年から1992年、日本学術振興会特別研究員。
下関市立大学経済学部国際商学科教授。2019年4月より、同学部長として同大理事を兼任していたが、2020年10月に「大分大学のガバナンスを考える市民の会」シンポジウムにて同大学の権限が学長と副学長に集中している現状を報告したところ、直後に理事長・山村重彰より理事解任を通告された。飯塚は理事解任の不当であるとして、2021年7月に大学を相手とした理事解任無効確認等を求めた訴訟を山口地裁下関支部に起こした。2023年3月に大学を定年退職。同年7月11日、山口地裁下関支部は解任を無効と認め、未払いの理事給与など約50万円の支払いを大学に命じた。2024年6月１３日、広島高裁で和解。和解内容は飯塚が２０２１年３月３１日の任期満了に伴い理事を退任したことを飯塚と大学側が確認し、大学が解決金６０万円を支払う。一審判決より原告側に有利な内容での和解。